# Dais cotinifolia
Dais cotinifolia és un dels arbres indígenes de Sud-àfrica més coneguts, prou fort com per a ser utilitzat com un arbre de paisatges urbans i prou petit com per a cabre en la majoria dels jardins. Habita la part oriental de Sud-àfrica, on creix als marges dels boscos i als vessants boscosos dels turons. Pertany a la família de les timeleàcies. Floreix profusament durant els mesos d'estiu i produeix multitud d'inflorescències d'uns 10 cm, amb pètals de color rosa o lila, les quals emanen un suau perfum. Depenent de les circumstàncies, aquest arbre pot arribar als 12 m d'alçada, tot i que en jardineria rares vegades passa dels 6 m. Es localitza de manera natural al llarg de la costa al nord del cap Oriental, a l'interior de la província de Drakensberg, en el relleu abrupte de KwaZulu-Natal fins a arribar al Transvaal. També es poden trobar, però de manera més isolada, a les terres altes de Zimbàbue.

## Taxonomia
Dais cotinifolia va ser descrit per Linneo i publicat a Species Plantarum, Editio Secunda 1: 556, l'any 1762. (Sep 1762)
Sinonímia
- Dais canescens Bartl. ex Meisn.
- Dais cotinifolia var. laurifolia (Jacq.) Meisn.
- Dais cotinifolia var. major Meisn.
- Dais cotinifolia var. parvifolia Meisn.
- Dais eriocephala Licht. ex Meisn.
- Dais laurifolia Jacq.
- Dais passerina J.C.Wendl. ex Meisn.
- Lasiosiphon grandifolius Gilli[3]